# M. M. Keeravani

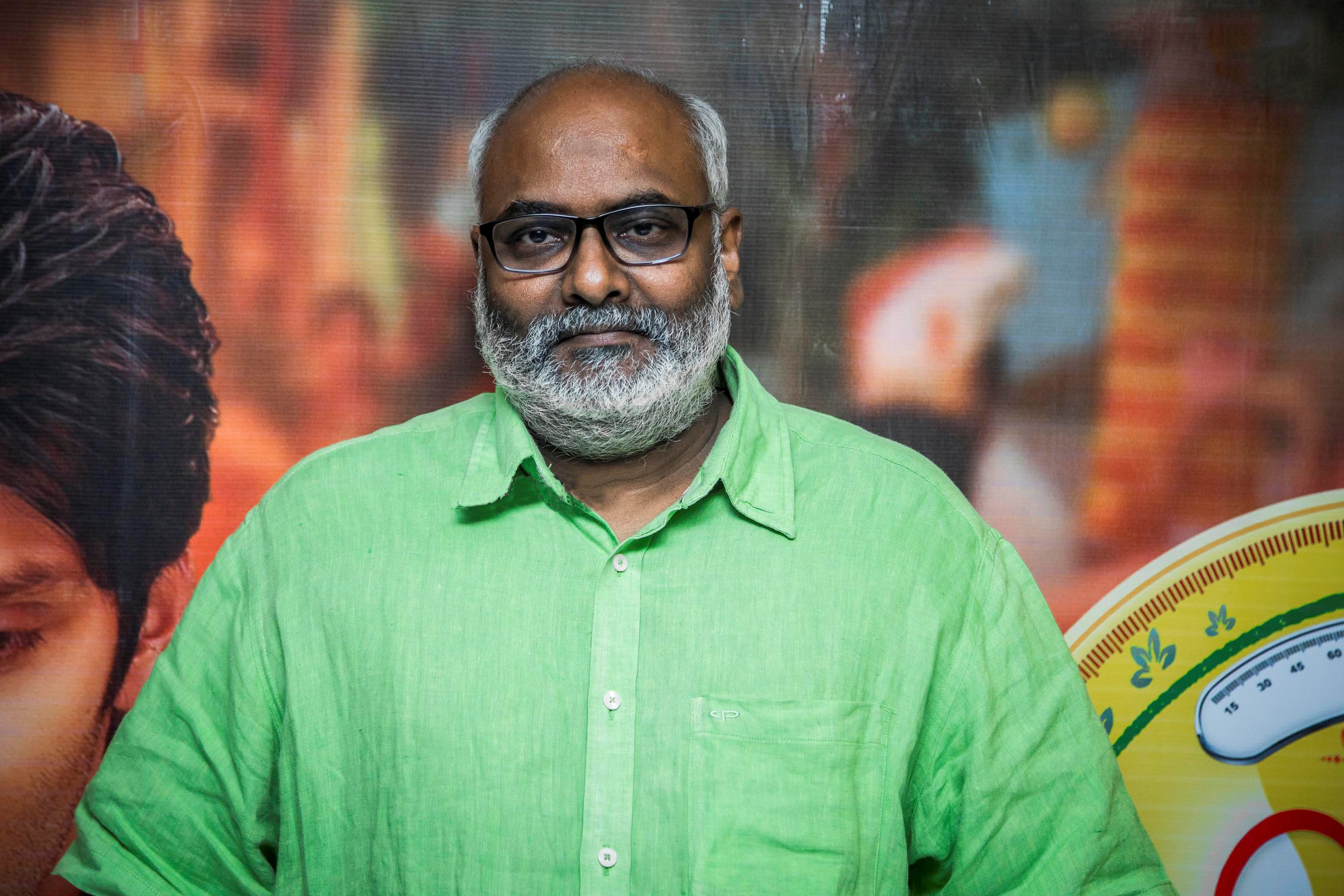
M. M. Keeravani

Koduri Marakathamani Keeravaani (Telugu కోడూరి మరకతమణి కీరవాణి; geboren am 4. Juli 1961 in Kovvur, Andhra Pradesh) ist ein indischer Filmkomponist, Sänger und Textdichter. Er ist bekannt als M. M. Keeravani und arbeitet vor allem für Tollywood, das indische Kino in Telugu.

## Familie
Keeravaani wurde in einer Telugu-Familie als Sohn des Lyrikers und Drehbuchautors Koduri Siva Shakthi Datta in Kovvur im Distrikt West Godavari, Andhra Pradesh, geboren. Er ist außerdem der Cousin des Regisseurs S. S. Rajamouli, der Musikkomponisten M. M. Srilekha und Kalyani Malik sowie des Schriftstellers S. S. Kanchi und der Neffe des Drehbuchautors V. Vijayendra Prasad.
Seine Frau M. M. Srivalli arbeitet als Filmproduzentin. Sein älterer Sohn, Kaala Bhairava, ist Sänger und hat für zahlreiche Kompositionen seines Vaters gesungen (Dandalayya und Naatu Naatu). Sein jüngerer Sohn, Sri Simha, gab sein Debüt mit Mathu Vadalara (2019).

## Leben
Keeravani begann seine Karriere 1987 als Assistent des Telugu-Komponisten K. Chakravarthy und des Malayalam-Komponisten C. Rajamani. In den späten 1980er Jahren assistierte er bei Filmen wie Collectorgari Abbayi und Bharathamlo Arjunudu. Während dieser Zeit ließ er sich auch über ein Jahr lang von dem erfahrenen Texter Veturi beraten.
Keeravanis erste große Arbeit als unabhängiger Musiker kam mit dem Film Kalki im Jahr 1990, aber der Film wurde nie veröffentlicht und auch der Soundtrack blieb unbeachtet. Der Durchbruch gelang ihm mit Moulis Film Manasu Mamatha aus dem Jahr 1990. Mit Ram Gopal Varmas Blockbuster Kshana Kshanam (1991) etablierte er sich. Alle Songs dieses Films wurden zu Hits, und Keeravani wurde mit Angeboten aus der gesamten südindischen Filmindustrie überhäuft. Neben dem Telegu-Film arbeitete er auch für den Hindi-Film; sein erstes großes Werk dort war die Filmmusik für den Actionfilm Criminal (1994).
Keeravani nennt Ilaiyaraaja, John Williams und Nusrat Fateh Ali Khan als Komponisten, die ihn beeinflusst haben. Zu den Filmen, die seine Musik inspirierten, gehören Anatevka (1971), Der Prinz aus Zamunda (1988) und Nicht auflegen! (2002).

## Awards und Nominierungen
Keeravani gewann im Laufe seiner 30-jährigen Karriere zahlreiche Filmpreise. 2023 gewann er für Naatu Naatu aus dem Film RRR einen Oscar für den besten Song. 2023 wurde er außerdem von der Indischen Regierung mit dem Padma Shri ausgezeichnet.
| Preis                                     | Jahr | Kategorie                                                 | Werk                              | Resultat  | Nachweis      |
| ----------------------------------------- | ---- | --------------------------------------------------------- | --------------------------------- | --------- | ------------- |
| Austin Film Critics Association           | 2023 | Beste Filmmusik                                           | RRR                               | Nominiert | [ 8 ]         |
| Boston Society of Film Critics            | 2022 | Best Use of Music in a Film                               | RRR                               | Gewonnen  | [ 9 ]         |
| Chicago Film Critics Association          | 2022 | Best Original Score                                       | RRR                               | Nominiert | [ 10 ]        |
| Critics' Choice Movie Awards              | 2023 | Bestes Lied                                               | Naatu Naatu (aus RRR)             | Gewonnen  | [ 11 ]        |
| Filmfare Awards South                     | 1993 | Best Music Director – Telugu                              | Kshana Kshanam                    | Gewonnen  | [ 12 ]        |
| Filmfare Awards South                     | 1994 | Best Music Director – Telugu                              | Allari Priyudu                    | Gewonnen  | [ 13 ]        |
| Filmfare Awards South                     | 1995 | Best Music Director – Telugu                              | Criminal                          | Gewonnen  | [ 13 ] [ 14 ] |
| Filmfare Awards South                     | 1996 | Best Music Director – Telugu                              | Subha Sankalpam                   | Gewonnen  | [ 13 ]        |
| Filmfare Awards South                     | 1997 | Best Music Director – Telugu                              | Pelli Sandadi                     | Gewonnen  | [ 13 ]        |
| Filmfare Awards South                     | 2006 | Best Music Director – Telugu                              | Chatrapathi                       | Nominiert |               |
| Filmfare Awards South                     | 2010 | Best Music Director – Telugu                              | Magadheera                        | Gewonnen  | [ 13 ]        |
| Filmfare Awards South                     | 2011 | Best Music Director – Telugu                              | Vedam                             | Nominiert |               |
| Filmfare Awards South                     | 2012 | Best Music Director – Telugu                              | Rajanna                           | Nominiert |               |
| Filmfare Awards South                     | 2013 | Best Music Director – Telugu                              | Eega                              | Nominiert | [ 15 ]        |
| Filmfare Awards South                     | 2016 | Best Music Director – Telugu                              | Baahubali: The Beginning          | Nominiert | [ 16 ]        |
| Filmfare Awards South                     | 2018 | Best Music Director – Telugu                              | Baahubali 2: The Conclusion       | Gewonnen  | [ 17 ]        |
| Filmfare Awards South                     | 2018 | Best Lyricist – Telugu                                    | Baahubali 2: The Conclusion       | Gewonnen  | [ 17 ]        |
| Filmfare Awards South                     | 2024 | Best Music Director – Telugu                              | RRR                               | Gewonnen  | [ 18 ]        |
| Golden Globe Awards                       | 2023 | Bester Filmsong                                           | Naatu Naatu (aus RRR)             | Gewonnen  | [ 19 ]        |
| Georgia Film Critics Association          | 2022 | Best Original Song                                        | Naatu Naatu (aus RRR)             | Silber    | [ 20 ]        |
| Hollywood Music in Media Awards           | 2022 | Best Original Score – Independent Film (Foreign Language) | RRR                               | Nominiert | [ 21 ]        |
| IIFA Utsavam                              | 2016 | Best Music Direction                                      | Baahubali: The Beginning          | Nominiert | [ 22 ]        |
| Los Angeles Film Critics Association      | 2022 | Best Music                                                | RRR                               | Gewonnen  | [ 23 ]        |
| Nandi Awards                              | 1992 | Best Music Director                                       | Rajeswari Kalyanam                | Gewonnen  | [ 24 ]        |
| Nandi Awards                              | 1993 | Best Music Director                                       | Allari Priyudu                    | Gewonnen  | [ 24 ]        |
| Nandi Awards                              | 1995 | Best Music Director                                       | Pelli Sandadi                     | Gewonnen  | [ 24 ]        |
| Nandi Awards                              | 2001 | Best Male Playback Singer                                 | (Ekkado Putti ausStudent No: 1)   | Gewonnen  | [ 24 ]        |
| Nandi Awards                              | 2002 | Best Music Director                                       | Okato Number Kurradu              | Gewonnen  | [ 24 ]        |
| Nandi Awards                              | 2005 | Best Music Director                                       | Chatrapathi                       | Gewonnen  | [ 24 ]        |
| Nandi Awards                              | 2009 | Best Music Director                                       | Vengamamba                        | Gewonnen  | [ 25 ]        |
| Nandi Awards                              | 2010 | Best Male Playback Singer                                 | Telugammayi (ausMaryada Ramanna)  | Gewonnen  | [ 26 ]        |
| Nandi Awards                              | 2012 | Best Music Director                                       | Eega                              | Gewonnen  | [ 27 ]        |
| Nandi Awards                              | 2015 | Best Music Director                                       | Baahubali: The Beginning          | Gewonnen  | [ 28 ]        |
| Nandi Awards                              | 2015 | Best Male Playback Singer                                 | Baahubali: The Beginning          | Gewonnen  | [ 28 ]        |
| National Film Awards                      | 1998 | Beste Musik                                               | Annamayya                         | Gewonnen  |               |
| National Film Awards                      | 2023 | Bester Liedtext                                           | RRR                               | Gewonnen  |               |
| Oscar                                     | 2023 | Bester Song                                               | Naatu Naatu (aus RRR)             | Gewonnen  | [ 29 ]        |
| Santa Barbara International Film Festival | 2023 | Variety Artisans Award – Songwriter                       | RRR                               | Gewonnen  | [ 30 ]        |
| Santosham Film Awards                     | 2004 | Best Music Director                                       | Gangotri                          | Gewonnen  |               |
| Satellite Awards                          | 2023 | Bester Filmsong                                           | Naatu Naatu (aus RRR)             | Nominiert |               |
| Saturn Awards                             | 2016 | Beste Musik                                               | Baahubali: The Beginning          | Nominiert |               |
| South Indian International Movie Awards   | 2011 | Best Music Director – Telugu                              | Rajanna                           | Nominiert | [ 31 ]        |
| South Indian International Movie Awards   | 2012 | Best Music Director – Telugu                              | Eega                              | Nominiert | [ 32 ]        |
| South Indian International Movie Awards   | 2015 | Best Music Director – Telugu                              | Baahubali: The Beginning          | Nominiert | [ 33 ]        |
| South Indian International Movie Awards   | 2018 | Best Music Director – Telugu                              | Baahubali 2: The Conclusion       | Gewonnen  | [ 34 ]        |
| South Indian International Movie Awards   | 2021 | Best Lyricist – Telugu                                    | Rajarshi (aus NTR: Kathanayakudu) | Nominiert |               |
| South Indian International Movie Awards   | 2023 | Best Lyricist – Telugu                                    | Neetho Unte Chalo (aus Bimbisara) | Nominiert | [ 35 ]        |
| South Indian International Movie Awards   | 2023 | Best Music Director – Telugu                              | RRR                               | Gewonnen  | [ 35 ]        |
| Tamil Nadu State Film Awards              | 1991 | Best Music Director                                       | Azhagan                           | Gewonnen  |               |